# Horia, Tulcea
Horia là một xã thuộc hạt Tulcea, România. Dân số thời điểm năm 2002 là 1611 người.